# Marie Corridon
Marie Louise Corridon (Washington, 5 febbraio 1930 – Norwalk, 26 maggio 2010) è stata una nuotatrice statunitense.

## Palmarès
Olimpiadi
- 1 medaglia:
  - 1 oro (staffetta 4x100 metri stile libero a Londra 1948).